# زینیا چومیچیوا
زینیا چومیچیوا (انگلیسی: Xenia Tchoumitcheva؛ زادهٔ ۵ اوت ۱۹۸۷) مدل، بازیگر و بلاگر روسی-سوئیسی است. 